# Liste der Schleusen im Ludwig-Donau-Main-Kanal

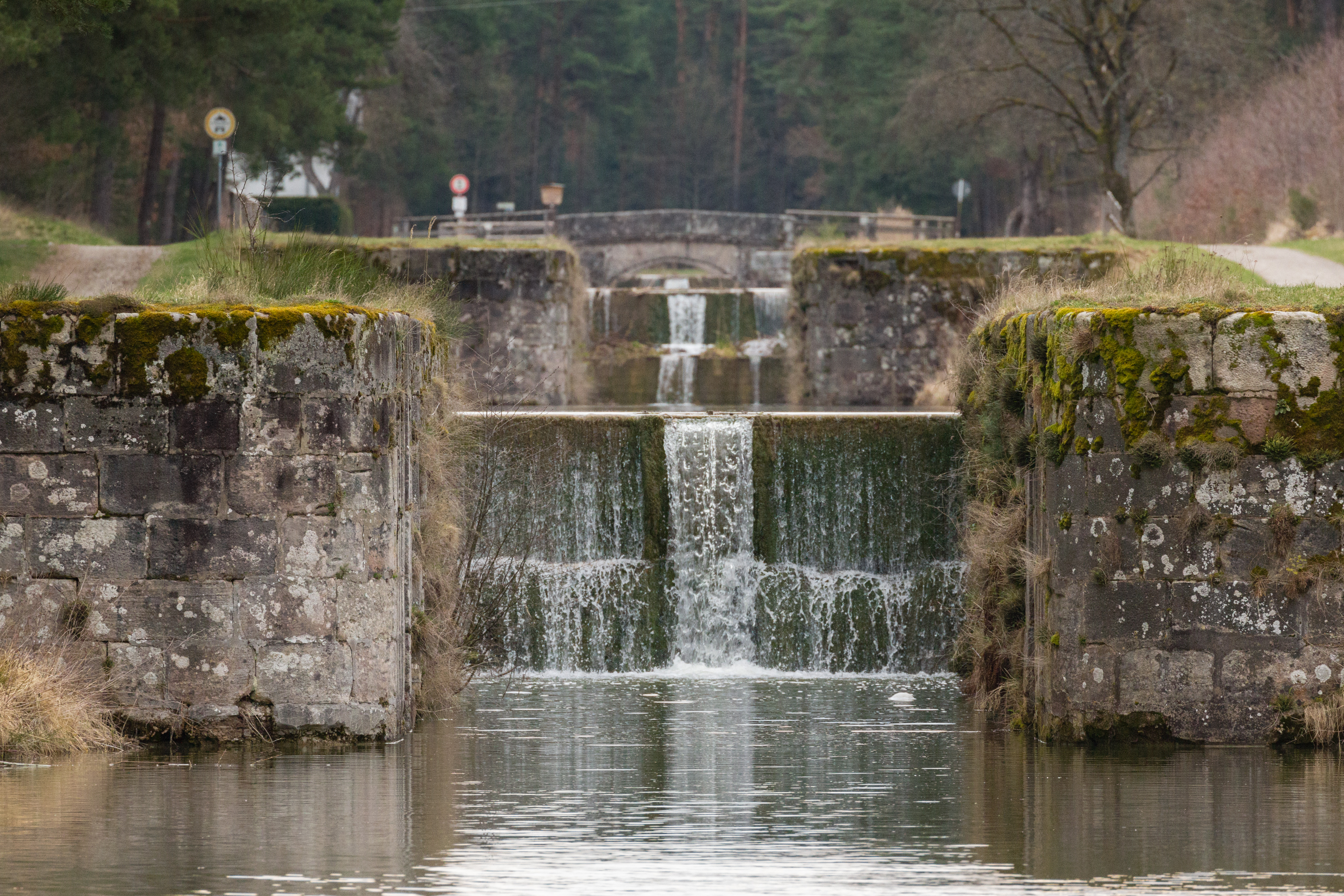
Schleusentreppe des Ludwig-Donau-Main-Kanals

Die Liste der Schleusen im Ludwig-Donau-Main-Kanal führt alle noch vorhandenen und aufgelassenen Schleusen entlang des Ludwig-Donau-Main-Kanals auf.

## Aufbau der Schleusenliste
Die Reihenfolge der Schleusen in der Liste richtet sich nach dem Kilometerstand vom Anfang bei Kelheim bis zum Ende in Bamberg. Grundlage der Liste ist der BayernAtlas und dessen historische Karten.
Ursprünglich gab es 100 Schleusen entlang des Ludwig-Donau-Main-Kanals. Zwischen dem Anfang bei Kelheim bis zur Scheitelhaltung waren es 32 und zwischen Scheitelhaltung und Bamberg 68 Schleusen. Die Spalte 1 dient der fortlaufenden Nummerierung. In der Spalte 2 werden, wenn vorhanden, historische Bilder bzw. aktuelle Fotografien gezeigt. Die Spalte 3 gibt Hinweise auf die aktuelle Situation des Schleusengrundstückes. Die Spalte 4 beinhaltet die laufende Kilometrierung und die Spalte 5 die Entfernung zwischen den jeweils beschriebenen Schleusen, auch als „Haltung“ bezeichnet. In der Spalte 6 wird, falls feststellbar, die Fallhöhe genannt, das heißt, der ursprüngliche mittlere Höhenunterschied zwischen Ober- und Unterwasser des Kanals. In der Spalte 7 ist die Höhe über Normalhöhennull angegeben, in 8 befinden sich Angaben zum Baudenkmal, in der Nummer 9 zu den Koordinaten der Schleuse und die Nummern 10 und 11 enthalten Links zu den Orten.

## Die Schleusen und die heutige Situation
Heute (Stand November 2016) sind nur noch, zum Teil in Bauwerksresten, 68 Schleusen vorhanden. Einige wurden vollständig zugeschüttet oder durch den Straßenbau nachhaltig gestört. Die meisten der noch vorhandenen Schleusen sind vom Bayerischen Landesamt für Denkmalpflege als Baudenkmale ausgewiesen.
Die Schleusenkammern waren meist etwa 34 Meter lang, 5 Meter breit und hatten eine Fallhöhe von etwa zwei Meter. Einige Schleusen hatten ein Zwischentor, mit dem die Kammer zur Wasserersparnis auf etwa 26 Meter verkürzt werden konnte. Ein Füllen oder Leeren der bis zu 500.000 Liter fassenden Kammer dauerte zwischen 10 und 15 Minuten. Die Tore mussten dabei mit Stangen auf- und zugezogen werden. Heute befinden sich nur noch die Schleusen 1, 12, 24, 25, 26, 30, 32, 33, 58, 68 und 100 in betriebsfähigem Zustand.
Am Unterhaupt wurden ursprünglich Steinstufen angebracht. Im Bereich des Wasserwirtschaftsamtes Nürnberg wurden diese Treppen im Rahmen des Unfallschutzes in den 2000ern zugeschüttet. Im Bereich des Wasserwirtschaftsamtes Regensburg sind diese noch frei zugänglich.
Die ursprünglichen Eichenholztore sind jedoch nirgends mehr erhalten. Die Oberhäupter sind zumeist durch Mauern ersetzt worden. Auf der Südflanke findet in den Sommermonaten vereinzelt ein Museumsbetrieb mit den beiden noch erhaltenen Treidelschiffen Alma Viktoria und Elfriede statt. Eine Schleusung mit der Alma Viktoria ist an der Schleuse 25 (Berching, Ortsteil Pollanden) an manchen Sommerwochenenden auch noch heute möglich.
Die Schleuse 31 wurde 2015 archäologisch prosperiert und wird derzeit revitalisiert.
Die Schleuse 94 bei Eggolsheim wurde von einem Förderverein denkmalgerecht saniert und am 8. Juli 2017 feierlich der Öffentlichkeit übergeben. Zusammen mit der Schleuse 22 bei Beilngries sind sie die einzig begehbaren Schleusen des Ludwigskanals.
Für die Schleusenwärter wurden entlang des Kanals 69 Wärterhäuschen gebaut. Die umgebenden Grundstücke konnten zur Tierhaltung und als Garten der Schleusenwärter genutzt werden. Zwei (Nummer 30 bei Mühlhausen und Nummer 35 bei Burgthann) dieser Schleusenwärterhäuschen werden heute als Gastronomiebetriebe genutzt. Die dazwischen liegenden Treidel- und Betriebswege waren ehemals von Obstbäumen gesäumt, die heute größtenteils vergangen sind. Hinzugekommen sind jedoch neu eingeschleppte Wasserpflanzen, die regelmäßig abgemäht werden müssen.
| Nummer | Bild           | Beschreibung | Kilometer | Haltungslänge in Meter | Fallhöhe in Meter | Höhe über Normalhöhennull | Baudenkmal      | Standort | Landkreis / Stadt                   | Gemeinde / Ortsteil                        |
| ------ | -------------- | --- | --------- | ---------------------- | ----------------- | ------------------------- | --------------- | -------- | ----------------------------------- | ------------------------------------------ |
| 001    | weitere Bilder | Kammerschleuse, Stemmtore, Schleusenwärterhaus, Schleusenkanal, mit stählerner Ziehbrücke. 2021 wurden die hölzernen Schleusentore ausgetauscht. | 0,1       | 1.100                  |                   | 342                       | D-2-73-137-187  | Position | Landkreis Kelheim                   | Kelheim                                    |
| 002    |                | Kammerschleuse, aufgelassen. | 1,2       | 1.700                  |                   | 339                       |                 | Position | Landkreis Kelheim                   | Kelheim                                    |
| 003    |                | Kammerschleuse, Schleusenwärterhaus linksseitig und einem Stauwehr, aufgelassen. | 2,9       | 1.600                  |                   | 347                       |                 | Position | Landkreis Kelheim                   | Kelheim, Gronsdorf                         |
| 004    | weitere Bilder | Kammerschleuse mit zwei Holztoren und Schleusenwärterhaus als Baudenkmal ausgewiesen, Steg am Oberhaupt, Schleusung nicht möglich. Die Schleusenkammer wurde beim Bau des Main-Donau-Kanal zur Angleichung höher gelegt und das untere Stockwerk des Schleusenwärterauses aufgeschüttet.       | 4,5       | 5.400                  |                   | 347                       | D-2-73-121-20   | Position | Landkreis Kelheim                   | Essing, Altessing                          |
| 005    | weitere Bilder | Kammerschleuse, Schleusenwärterhaus, beides als Baudenkmal ausgewiesen, nicht zugänglich. Südlich davon Wehranlage (D-2-73-164-144) | 9,9       | 2.000                  |                   | 350                       | D-2-73-164-117  | Position | Landkreis Kelheim                   | Riedenburg, Prunn                          |
| 006    | weitere Bilder | Kammerschleuse und Schleusenwärterhaus linksseitig, aufgelassen. | 11,9      | 3.800                  |                   | 347                       |                 | Position | Landkreis Kelheim                   | Riedenburg, Prunn                          |
| 007    | weitere Bilder | Kammerschleuse und Schleusenwärterhaus linksseitig, aufgelassen. | 15,7      | 2.200                  |                   | 347                       |                 | Position | Landkreis Kelheim                   | Riedenburg                                 |
| 008    |                | Kammerschleuse, Schleusenwärterhaus rechtsseitig und Wehr, aufgelassen. | 17,9      | 3.600                  |                   | 356                       |                 | Position | Landkreis Kelheim                   | Riedenburg                                 |
| 009    |                | Kammerschleuse, Schleusenwärterhaus rechtsseitig und Wehr, aufgelassen. | 21,5      | 2.500                  |                   | 357                       |                 | Position | Landkreis Kelheim                   | Riedenburg, Perletzhofen                   |
| 010    | weitere Bilder | Kammerschleuse und Schleusenwärterhaus als Baudenkmal ausgewiesen. Wehr aufgelassen. | 24        | 2.700                  |                   | 355                       | D-2-73-164-138  | Position | Landkreis Kelheim                   | Riedenburg, Eggersberg                     |
| 011    | weitere Bilder | Kammerschleuse mit zwei Holztoren, Schleusenwärterhaus und Wehranlage zugehörig als Baudenkmal ausgewiesen. Schleusung nicht mehr möglich. | 26,7      | 2.400                  |                   | 358                       | D-2-73-164-94   | Position | Landkreis Kelheim                   | Riedenburg, Deising                        |
| 012    | weitere Bilder | Kammerschleuse mit zwei Holztoren, Schleusenwärterhaus zugehörig als Baudenkmal ausgewiesen. Neuzeitlicher Holzsteg und kleine Staumauer am Oberhaupt. | 29,1      | 3.800                  |                   | 358                       | D-3-73-121-63   | Position | Landkreis Neumarkt in der Oberpfalz | Dietfurt a.d.Altmühl, Mühlbach             |
| 013    | weitere Bilder | Mauerreste einer Kammerschleuse, Schleusenwärterhaus zugehörig als Baudenkmal ausgewiesen. | 32,9      | 1.100                  |                   | 359                       | D-3-73-121-147  | Position | Landkreis Neumarkt in der Oberpfalz | Dietfurt a.d.Altmühl                       |
| 014    | weitere Bilder | Kammerschleuse und Schleusenwärterhaus zugehörig als Baudenkmal ausgewiesen. Staumauer am Oberhaupt. | 34        | 400                    |                   | 365                       | D-3-73-121-148  | Position | Landkreis Neumarkt in der Oberpfalz | Dietfurt a.d.Altmühl, Töging               |
| 015    |                | Kammerschleuse, aufgelassen. | 34,4      | 300                    |                   | 373                       |                 | Position | Landkreis Neumarkt in der Oberpfalz | Dietfurt a.d.Altmühl                       |
| 016    |                | Kammerschleuse, aufgelassen. | 34,7      | 300                    |                   | 371                       |                 | Position | Landkreis Neumarkt in der Oberpfalz | Dietfurt a.d.Altmühl, Ottmaring            |
| 017    |                | Kammerschleuse mit Schleusenwärterhaus linksseitig, aufgelassen. | 35,1      | 800                    |                   | 372                       |                 | Position | Landkreis Neumarkt in der Oberpfalz | Dietfurt a.d.Altmühl, Ottmaring            |
| 018    |                | Kammerschleuse, aufgelassen. | 35,9      | 300                    |                   | 372                       |                 | Position | Landkreis Neumarkt in der Oberpfalz | Dietfurt a.d.Altmühl, Ottmaring            |
| 019    |                | Kammerschleuse, aufgelassen. | 36,2      | 600                    |                   | 378                       |                 | Position | Landkreis Neumarkt in der Oberpfalz | Dietfurt a.d.Altmühl, Ottmaring            |
| 020    |                | Kammerschleuse und Schleusenwärterhaus rechtsseitig, aufgelassen. | 36,8      | 500                    |                   | 373                       |                 | Position | Landkreis Neumarkt in der Oberpfalz | Dietfurt a.d.Altmühl, Ottmaring            |
| 021    |                | Kammerschleuse, aufgelassen. | 37,3      | 900                    |                   | 382                       |                 | Position | Landkreis Eichstätt                 | Beilngries                                 |
| 022    | weitere Bilder | Kammerschleuse, ohne Wasser, Holzsteg am Unterhaupt, Mauer am Oberhaupt. Schleusenwärterhaus abgebrochen, Reste des Fundaments noch vorhanden. | 38,2      | 9.700                  |                   | 389                       | D-1-76-114-171  | Position | Landkreis Eichstätt                 | Beilngries, Kevenhüll                      |
| 023    | weitere Bilder | Kammerschleuse, Staumauer am Oberhaupt, Eisensteg am Unterhaupt. Schleusenwärterhaus an der rechten Kanalseite wurde abgebrochen. | 47,9      | 1.300                  |                   | 392                       | D-3-73-112-287  | Position | Landkreis Neumarkt in der Oberpfalz | Berching                                   |
| 024    | weitere Bilder | Kammerschleuse (1997 saniert), Schleusenwärterhaus (kein Baudenkmal, Clubhaus des Fischerei Vereins Berching e. V.), Holztor am Oberhaupt, Eisensteg am Unterhaupt. | 49,2      | 6.000                  |                   | 395                       | D-3-73-112-288  | Position | Landkreis Neumarkt in der Oberpfalz | Berching                                   |
| 025    | weitere Bilder | Kammerschleuse (1996 saniert), 2 Holztore, zugehörig als Baudenkmal ausgewiesen. Schleusung möglich, Treidelschiff Alma Viktoria. Seit Juni 2018 befindet sich im Schleusenwärterhaus das Repair Café Berching.                                                                                | 55,2      | 1.300                  |                   | 398                       | D-3-73-112-229  | Position | Landkreis Neumarkt in der Oberpfalz | Berching, Pollanten                        |
| 026    | weitere Bilder | Kammerschleuse (1996 saniert), Schleusenwärterhaus als Baudenkmal ausgewiesen. Zwei Holztore und Holzsteg am Unterhaupt. | 56,5      | 400                    |                   | 402                       | D-3-73-146-71   | Position | Landkreis Neumarkt in der Oberpfalz | Mühlhausen, Wappersdorf                    |
| 027    | weitere Bilder | Kammerschleuse. Staumauer an Ober- und Unterhaupt. | 56,9      | 300                    |                   | 404                       | D-3-73-146-72   | Position | Landkreis Neumarkt in der Oberpfalz | Mühlhausen, Wappersdorf                    |
| 028    | weitere Bilder | Kammerschleuse, Bogenbrücke und ehemaliger Geräteschuppen als Baudenkmal ausgewiesen. Der Geräteschuppen wurde 2011 zur Antoniuskapelle umgebaut. Staumauer an Ober- und Unterhaupt. | 57,2      | 400                    |                   | 407                       | D-3-73-146-73   | Position | Landkreis Neumarkt in der Oberpfalz | Mühlhausen, Wappersdorf                    |
| 029    | weitere Bilder | Kammerschleuse und Schleusenwärterhaus als Baudenkmal ausgewiesen. Staumauer an Ober- und Unterhaupt. Eisensteg am Unterhaupt. | 57,6      | 2.000                  |                   | 410                       | D-3-73-146-74   | Position | Landkreis Neumarkt in der Oberpfalz | Mühlhausen, Wappersdorf                    |
| 030    | weitere Bilder | Kammerschleuse, Bogenbrücke und Schleusenwärterhaus als Baudenkmal ausgewiesen. Kammerschleuse 2018 saniert und hat zwei Holztore. Schleusenwärterhaus am Wochenende bewirtschaftet | 59,6      | 900                    |                   | 414                       | D-3-73-146-75   | Position | Landkreis Neumarkt in der Oberpfalz | Mühlhausen, Greißelbach                    |
| 031    | weitere Bilder | zugeschüttet, Wiederherstellung in Arbeit | 60,5      | 1.300                  |                   | 416                       | D-3-73-159-30   | Position | Landkreis Neumarkt in der Oberpfalz | Sengenthal, Forst                          |
| 032    | weitere Bilder | Kammerschleuse (1999 restauriert) und Schleusenwärterhaus als Baudenkmal ausgewiesen. Zwei Holztore, Eisensteg am Unterhaupt. | 61,8      | 24.000                 |                   | 415                       | D-3-73-159-24   | Position | Landkreis Neumarkt in der Oberpfalz | Sengenthal, Gollermühle                    |
| 033    | weitere Bilder | Kammerschleuse mit zwei Holztoren als Baudenkmal ausgewiesen, Schleusung möglich. Schleusenwärterhaus neuzeitlich umgebaut. Holzsteg am Unterhaupt. | 85,8      | 24.000                 | 1,75              | 419                       | D-5-74-117-39   | Position | Landkreis Nürnberger Land           | Burgthann, Rübleinshof                     |
| 034    | weitere Bilder | Kammerschleuse und Schleusenwärterhaus als Baudenkmal ausgewiesen. Flachbrücke am Unterhaupt, 2018 saniert. Staumauer am Oberhaupt. | 86,2      | 400                    | 2,33              | 416                       | D-5-74-117-40   | Position | Landkreis Nürnberger Land           | Burgthann, Rübleinshof                     |
| 035    | weitere Bilder | Kammerschleuse als Baudenkmal ausgewiesen. Ehemaliger Geräteschuppen zu Gasthaus umgebaut und in den Sommermonaten bewirtschaftet. Staumauer am Oberhaupt. | 86,5      | 300                    | 2,33              | 414                       | D-5-74-117-41   | Position | Landkreis Nürnberger Land           | Burgthann, Rübleinshof                     |
| 036    | weitere Bilder | Kammerschleuse als Baudenkmal ausgewiesen. Staumauer am Oberhaupt. | 86,8      | 300                    | 2,34              | 411                       | D-5-74-157-32   | Position | Landkreis Nürnberger Land           | Schwarzenbruck, Pfeifferhütte              |
| 037    | weitere Bilder | Kammerschleuse, Bogenbrücke und Schleusenwärterhaus als Baudenkmal ausgewiesen. Staumauer am Oberhaupt. | 87,3      | 500                    | 2,34              | 409                       | D-5-74-157-33   | Position | Landkreis Nürnberger Land           | Schwarzenbruck, Pfeifferhütte              |
| 038    | weitere Bilder | Kammerschleuse, gestört durch Straße. Staumauer am Oberhaupt. Beliebte Badestelle am Oberhaupt. | 87,7      | 400                    | 2,34              | 406                       | D-5-74-157-34   | Position | Landkreis Nürnberger Land           | Schwarzenbruck, Pfeifferhütte              |
| 039    | weitere Bilder | Kammerschleuse als Baudenkmal ausgewiesen. Staumauer am Oberhaupt. | 88,1      | 400                    | 2,34              | 403                       | D-5-74-157-35   | Position | Landkreis Nürnberger Land           | Schwarzenbruck, Pfeifferhütte              |
| 040    | weitere Bilder | Kammerschleuse als Baudenkmal ausgewiesen. Schleusenwärterhaus neuzeitlich umgebaut. Staumauer am Oberhaupt. | 88,4      | 300                    | 2,34              | 402                       | D-5-74-157-36   | Position | Landkreis Nürnberger Land           | Schwarzenbruck, Pfeifferhütte              |
| 041    | weitere Bilder | Kammerschleuse als Baudenkmal ausgewiesen. Flachbrücke 2016 durch neuzeitlichen Bau ersetzt. Staumauer am Oberhaupt. | 88,8      | 400                    | 2,33              | 399                       | D-5-74-157-37   | Position | Landkreis Nürnberger Land           | Schwarzenbruck, Pfeifferhütte              |
| 042    | weitere Bilder | Kammerschleuse als Baudenkmal ausgewiesen. Staumauer am Oberhaupt. | 89,2      | 400                    | 2,36              | 397                       | D-5-74-157-38   | Position | Landkreis Nürnberger Land           | Schwarzenbruck, Pfeifferhütte              |
| 043    | weitere Bilder | Kammerschleuse und Bogenbrücke als Baudenkmal ausgewiesen. Schleusenwärterhaus neuzeitlich umgebaut. Bogenbrücke Sanierung 2018. | 89,5      | 300                    | 2,33              | 394                       | D-5-74-157-39   | Position | Landkreis Nürnberger Land           | Schwarzenbruck, Pfeifferhütte              |
| 044    | weitere Bilder | Kammerschleuse und Bogenbrücke als Baudenkmal ausgewiesen. Staumauer am Oberhaupt. | 89,9      | 400                    | 2,34              | 393                       | D-5-74-157-6    | Position | Landkreis Nürnberger Land           | Schwarzenbruck                             |
| 045    | weitere Bilder | Kammerschleuse und Bogenbrücke als Baudenkmal ausgewiesen. Staumauer am Oberhaupt. | 90,3      | 400                    | 2,34              | 390                       | D-5-74-157-8    | Position | Landkreis Nürnberger Land           | Schwarzenbruck                             |
| 046    | weitere Bilder | Kammerschleuse und Schleusenwärterhaus als Baudenkmal ausgewiesen. Staumauer am Oberhaupt. | 90,7      | 400                    | 2,34              | 388                       | D-5-74-157-9    | Position | Landkreis Nürnberger Land           | Schwarzenbruck                             |
| 047    | weitere Bilder | Kammerschleuse und Bogenbrücke als Baudenkmal ausgewiesen. Staumauer am Oberhaupt. | 91        | 300                    | 2,33              | 384                       | D-5-74-157-10   | Position | Landkreis Nürnberger Land           | Schwarzenbruck                             |
| 048    | weitere Bilder | Kammerschleuse als Baudenkmal ausgewiesen. Staumauer am Oberhaupt. | 91,3      | 300                    | 2,34              | 383                       | D-5-74-157-11   | Position | Landkreis Nürnberger Land           | Schwarzenbruck                             |
| 049    | weitere Bilder | Kammerschleuse, Schleusenwärterhaus und Bogenbrücke als Baudenkmal ausgewiesen. Staumauer am Oberhaupt. Schleusenwärterhaus sanierungsbedürftig (2018). | 91,6      | 300                    | 2,33              | 380                       | D-5-74-157-12   | Position | Landkreis Nürnberger Land           | Schwarzenbruck                             |
| 050    | weitere Bilder | Kammerschleuse als Baudenkmal ausgewiesen. Staumauer am Oberhaupt. | 92        | 400                    | 2,35              | 377                       | D-5-74-157-13   | Position | Landkreis Nürnberger Land           | Schwarzenbruck                             |
| 051    | weitere Bilder | Kammerschleuse und Bogenbrücke als Baudenkmal ausgewiesen. Sanierung der Bogenbrücke 2016. Staumauer am Oberhaupt. | 92,4      | 400                    | 2,34              | 376                       | D-5-74-157-14   | Position | Landkreis Nürnberger Land           | Schwarzenbruck                             |
| 052    | weitere Bilder | Kammerschleuse, Schleusenwärterhaus und Bogenbrücke als Baudenkmal ausgewiesen. Schleusenwärterhaus neuzeitlich saniert. Staumauer am Oberhaupt. | 92,8      | 400                    | 2,33              | 374                       | D-5-74-157-15   | Position | Landkreis Nürnberger Land           | Schwarzenbruck                             |
| 053    | weitere Bilder | Kammerschleuse als Baudenkmal ausgewiesen. Staumauer am Oberhaupt. | 93,2      | 400                    | 2,33              | 371                       | D-5-76-151-1    | Position | Landkreis Roth                      | Wendelstein, Nerreth                       |
| 054    | weitere Bilder | Kammerschleuse als Baudenkmal ausgewiesen. Staumauer am Oberhaupt. | 93,5      | 300                    | 2,35              | 369                       | D-5-76-151-137  | Position | Landkreis Roth                      | Wendelstein, Röthenbach bei Sankt Wolfgang |
| 055    | weitere Bilder | Kammerschleuse und Schleusenwärterhaus als Baudenkmal ausgewiesen. Staumauer am Oberhaupt. | 93,8      | 300                    | 2,33              | 366                       | D-5-76-151-138  | Position | Landkreis Roth                      | Wendelstein, Röthenbach bei Sankt Wolfgang |
| 056    | weitere Bilder | Kammerschleuse als Baudenkmal ausgewiesen. Staumauer am Oberhaupt. | 94,1      | 300                    | 2,34              | 364                       | D-5-76-151-139  | Position | Landkreis Roth                      | Wendelstein, Röthenbach bei Sankt Wolfgang |
| 057    | weitere Bilder | Kammerschleuse als Baudenkmal ausgewiesen. Staumauer am Unterhaupt. | 94,4      | 300                    | 2,33              | 362                       | D-5-76-151-140  | Position | Landkreis Roth                      | Wendelstein, Röthenbach bei Sankt Wolfgang |
| 058    | weitere Bilder | Kammerschleuse, Schleusenwärterhaus und Bogenbrücke als Baudenkmal ausgewiesen. Schleusenkammer 2016 saniert, 2 Holztore, Schleusung möglich. | 94,7      | 300                    | 2,34              | 360                       | D-5-76-151-141  | Position | Landkreis Roth                      | Wendelstein, Röthenbach bei Sankt Wolfgang |
| 059    | weitere Bilder | Kammerschleuse als Baudenkmal ausgewiesen. Staumauer am Oberhaupt. | 95,1      | 400                    | 2,34              | 357                       | D-5-76-151-142  | Position | Landkreis Roth                      | Wendelstein, Röthenbach bei Sankt Wolfgang |
| 060    | weitere Bilder | Kammerschleuse und Bogenbrücke als Baudenkmal ausgewiesen. Saniert 2005. Staumauer am Oberhaupt. | 95,9      | 800                    | 2,34              | 355                       | D-5-76-151-144  | Position | Landkreis Roth                      | Wendelstein, Röthenbach bei Sankt Wolfgang |
| 061    | weitere Bilder | Kammerschleuse, Schleusenwärterhaus und Bogenbrücke als Baudenkmal ausgewiesen. Staumauer am Oberhaupt. | 96,5      | 600                    | 2,33              | 352                       | D-5-76-151-145  | Position | Landkreis Roth                      | Wendelstein, Röthenbach bei Sankt Wolfgang |
| 062    | weitere Bilder | Kammerschleuse als Baudenkmal ausgewiesen. Staumauer am Unterhaupt. | 97,5      | 1.000                  | 2,34              | 350                       | D-5-76-151-146  | Position | Landkreis Roth                      | Wendelstein, Röthenbach bei Sankt Wolfgang |
| 063    | weitere Bilder | Kammerschleuse und Lände als Baudenkmal ausgewiesen. Gestört durch Straßenbrücke. Am ehemaligen Unterhaupt befindet sich der Einlauf des Gauchsbach-Leitgrabens. Staumauer am Oberhaupt. Auf der linken, südlichen Kanalseite befand sich ein zwischenzeitlich umgebautes Schleusenwärterhaus. | 98,5      | 1.000                  | 2,35              | 348                       | D-5-76-151-149  | Position | Landkreis Roth                      | Wendelstein, Röthenbach bei Sankt Wolfgang |
| 064    | weitere Bilder | Kammerschleuse, Schleusenwärterhaus und Bogenbrücke als Baudenkmal ausgewiesen. Staumauer am Oberhaupt. Schleusenwärterhaus zu Nürnberg Kornburg zugehörig. | 103,2     | 4.700                  | 2,95              | 345                       | D-5-76-453-2    | Position | Landkreis Roth                      | Forst Kleinschwarzenlohe, Kornburg         |
| 065    | weitere Bilder | Kammerschleuse als Baudenkmal ausgewiesen. Am Unterhaupt ein Einlaufbauwerk eines Baches, Staumauer am Oberhaupt. | 103,61    | 500                    | 2,92              | 342                       | D-5-76-453-3    | Position | Landkreis Roth                      | Forst Kleinschwarzenlohe                   |
| 066    | weitere Bilder | Kammerschleuse, Schleusenwärterhaus und Steg am Unterhaupt als Baudenkmal ausgewiesen. Staumauer am Oberhaupt. Schleusenwärterhaus zu Nürnberg Worzeldorf zugehörig. | 104,1     | 400                    | 2,93              | 339                       | D-5-76-453-4    | Position | Landkreis Roth                      | Forst Kleinschwarzenlohe, Worzeldorf       |
| 067    | weitere Bilder | Kammerschleuse als Baudenkmal ausgewiesen, gestört durch eine Straße. Staumauer am Oberhaupt. | 104,5     | 400                    | 2,92              | 337                       | D-5-64-000-2263 | Position | Nürnberg                            | Nürnberg, Worzeldorf                       |
| 068    | weitere Bilder | Kammerschleuse und Steg als Baudenkmal ausgewiesen. Zwei Holztore und Steg am Unterhaupt. | 104,9     | 400                    | 2,92              | 335                       | D-5-64-000-2264 | Position | Nürnberg                            | Nürnberg, Worzeldorf                       |
| 069    | weitere Bilder | Kammerschleuse und Steg als Baudenkmal ausgewiesen. Steg am Unterhaupt, Staumauer am Oberhaupt. | 105,3     | 400                    | 2,92              | 331                       | D-5-64-000-2377 | Position | Nürnberg                            | Nürnberg, Eibacher Forst                   |
| 070    | weitere Bilder | Kammerschleuse, Schleusenwärterhaus und Steg als Baudenkmal ausgewiesen. Staumauer und Bachdurchführung am Oberhaupt. Kanaleinleitung am Unterhaupt. | 106,1     | 800                    | 2,92              | 328                       | D-5-64-000-2378 | Position | Nürnberg                            | Nürnberg, Eibacher Forst                   |
| 071    | weitere Bilder | Kammerschleuse als Baudenkmal ausgewiesen, gestört und teilweise überbaut. Staumauer am Oberhaupt. Kiosk bewirtschaftet. | 107,1     | 1000                   | 2,93              | 325                       | D-5-64-000-2736 | Position | Nürnberg                            | Nürnberg, Eibacher Forst                   |
| 072    | weitere Bilder | Kammerschleuse, Schleusenwärterhaus und Steg als Baudenkmal ausgewiesen. Schleusenwärterhaus zu Nürnberg-Eibach zugehörig. Steg am Unterhaupt. Staumauer am Oberhaupt. | 108,2     | 1100                   | 2,93              | 322                       | D-5-64-000-1528 | Position | Nürnberg                            | Nürnberg, Gibitzenhof, Eibach              |
| 073    | weitere Bilder | Kammerschleuse als Baudenkmal ausgewiesen und vollständig verfüllt. Schleusenwärterhaus neuzeitlich umgebaut. | 109,2     | 1000                   |                   | 319                       | D-5-64-000-1602 | Position | Nürnberg                            | Nürnberg, Gibitzenhof                      |
| 074    | weitere Bilder | Kammerschleuse vollständig verfüllt, heute Spielplatz, nur noch Restmauern sichtbar. | 109,8     | 600                    |                   | 316                       | D-5-64-000-2735 | Position | Nürnberg                            | Nürnberg, Gibitzenhof                      |
| 075    |                | aufgelassen | 110,9     | 1100                   |                   | 309                       |                 | Position | Nürnberg                            | Nürnberg, Werderau                         |
| 076    |                | aufgelassen | 112,1     | 1200                   |                   | 305                       |                 | Position | Nürnberg                            | Nürnberg, Sandreuth                        |
| 077    |                | aufgelassen | 112,8     | 700                    |                   | 306                       |                 | Position | Nürnberg                            | Nürnberg, Gostenhof                        |
| 078    |                | aufgelassen | 114,7     | 1.800                  |                   | 305                       |                 | Position | Nürnberg                            | Nürnberg, Eberhardshof                     |
| 079    |                | aufgelassen | 116,4     | 1700                   |                   | 299                       |                 | Position | Nürnberg                            | Nürnberg, Muggenhof                        |
| 080    |                | aufgelassen | 117       | 600                    |                   | 294                       |                 | Position | Nürnberg                            | Nürnberg, Doos                             |
| 081    |                | aufgelassen | 122,2     | 5200                   |                   | 294                       |                 | Position | Fürth                               | Fürth, Kronach                             |
| 082    |                | aufgelassen | 124       | 1.800                  |                   | 296                       |                 | Position | Fürth                               | Fürth, Herboldshof                         |
| 083    |                | aufgelassen | 124,4     | 400                    |                   | 296                       |                 | Position | Nürnberg                            | Nürnberg, Großgründlach                    |
| 084    |                | aufgelassen | 125,9     | 1.500                  |                   | 286                       |                 | Position | Nürnberg                            | Nürnberg, Kleingründlach                   |
| 085    |                | aufgelassen | 129,7     | 3800                   |                   | 285                       |                 | Position | Erlangen                            | Erlangen, Bruck                            |
| 086    |                | Vollständig aufgelassen. Ehemals mit Schleusenwärterhaus. | 130,9     | 1.200                  |                   | 278                       |                 | Position | Erlangen                            | Erlangen, Bruck                            |
| 087    |                | aufgelassen | 131,6     | 700                    |                   | 279                       |                 | Position | Erlangen                            | Erlangen, Bruck                            |
| 088    | weitere Bilder | aufgelassen | 132,4     | 800                    |                   | 279                       |                 | Position | Erlangen                            | Erlangen                                   |
| 089    | weitere Bilder | aufgelassen | 134,3     | 1.900                  |                   | 277                       |                 | Position | Erlangen                            | Erlangen                                   |
| 090    |                | aufgelassen | 134,6     | 300                    |                   | 274                       |                 | Position | Erlangen                            | Erlangen                                   |
| 091    |                | aufgelassen | 143       | 8.400                  |                   | 265                       |                 | Position | Landkreis Erlangen-Höchstadt        | Baiersdorf, Wellerstadt                    |
| 092    |                | aufgelassen | 148,7     | 5700                   |                   | 263                       |                 | Position | Forchheim                           | Forchheim                                  |
| 093    | weitere Bilder | Kammerschleuse abgegangen. Das Schleusenwärterhaus ist als Baudenkmal ausgewiesen. | 149,2     | 500                    |                   | 259                       | D-4-74-126-49   | Position | Forchheim                           | Forchheim                                  |
| 094    | weitere Bilder | Kammerschleuse und Straßenrampe mit Begrenzungssteinen als Baudenkmal ausgewiesen. Steg mit angedeuteter Bogenbrücke am Unterhaupt. Kammerschleuse wurde restauriert und anstelle des abgebrochenen Schleusenwärterhaus wurde ein Informations-Pavillon errichtet.                             | 153,5     | 4.300                  |                   | 257                       | D-4-74-123-103  | Position | Landkreis Forchheim                 | Eggolsheim                                 |
| 095    | weitere Bilder | Schleusenwärterhaus und Reste der Bogenbrücke als Baudenkmal ausgewiesen. Schleusenkammer vollständig verfüllt. | 155,6     | 2.100                  |                   | 253                       | D-4-74-123-102  | Position | Landkreis Forchheim                 | Eggolsheim, Neuses an der Regnitz          |
| 096    | weitere Bilder | Schleusenwärterhaus | 159,8     | 4.200                  |                   | 250                       | D-4-71-145-12   | Position | Landkreis Bamberg                   | Hirschaid                                  |
| 097    |                | aufgelassen | 165       | 5.200                  |                   | 244                       |                 | Position | Landkreis Bamberg                   | Strullendorf                               |
| 098    |                | Vollständig aufgelassen, ursprünglich mit Schleusenwärterhaus und Bogenbrücke am Unterhaupt. | 166,7     | 1.700                  |                   | 242                       |                 | Position | Landkreis Bamberg                   | Strullendorf                               |
| 099    | weitere Bilder | Kammerschleuse und Schleusenwärterhaus als Baudenkmal ausgewiesen. Die ehemalige Kammerschleuse wurde zu einer Garage umgebaut. Bogenbrücke ist abgängig. | 169,3     | 2.600                  |                   | 241                       | D-4-61-000-810  | Position | Bamberg                             | Bamberg, Bughof                            |
| 100    | weitere Bilder | Kammerschleuse, Schleusenwärterhaus und Zugbrücke als Baudenkmal ausgewiesen. Zwei Holztore. | 171,9     | 2.600                  |                   | 239                       | D-4-61-000-959  | Position | Bamberg                             | Bamberg, Mühlwörth                         |

## Bilder zur Erläuterung

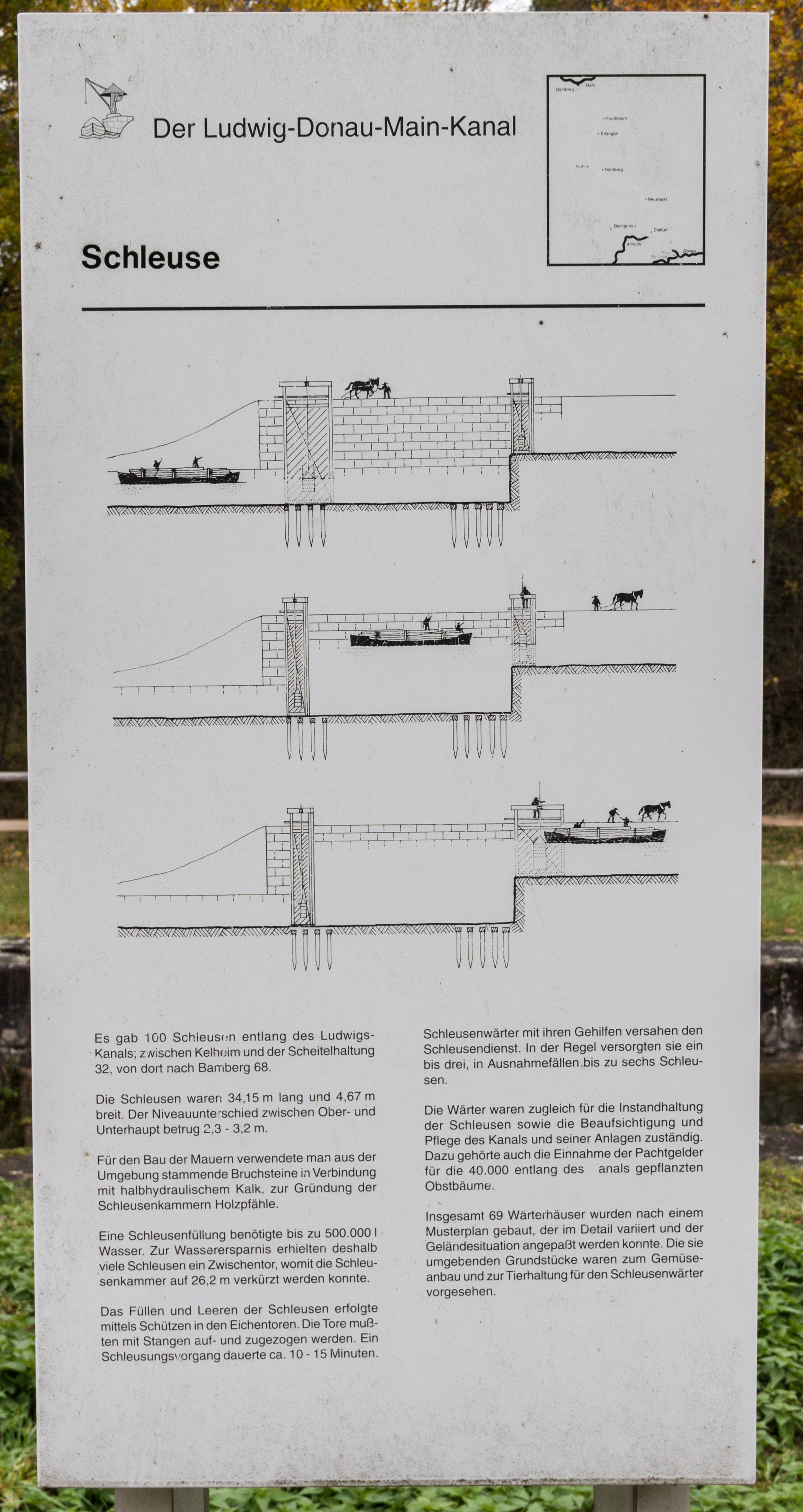
Infotafel an den Schleusen
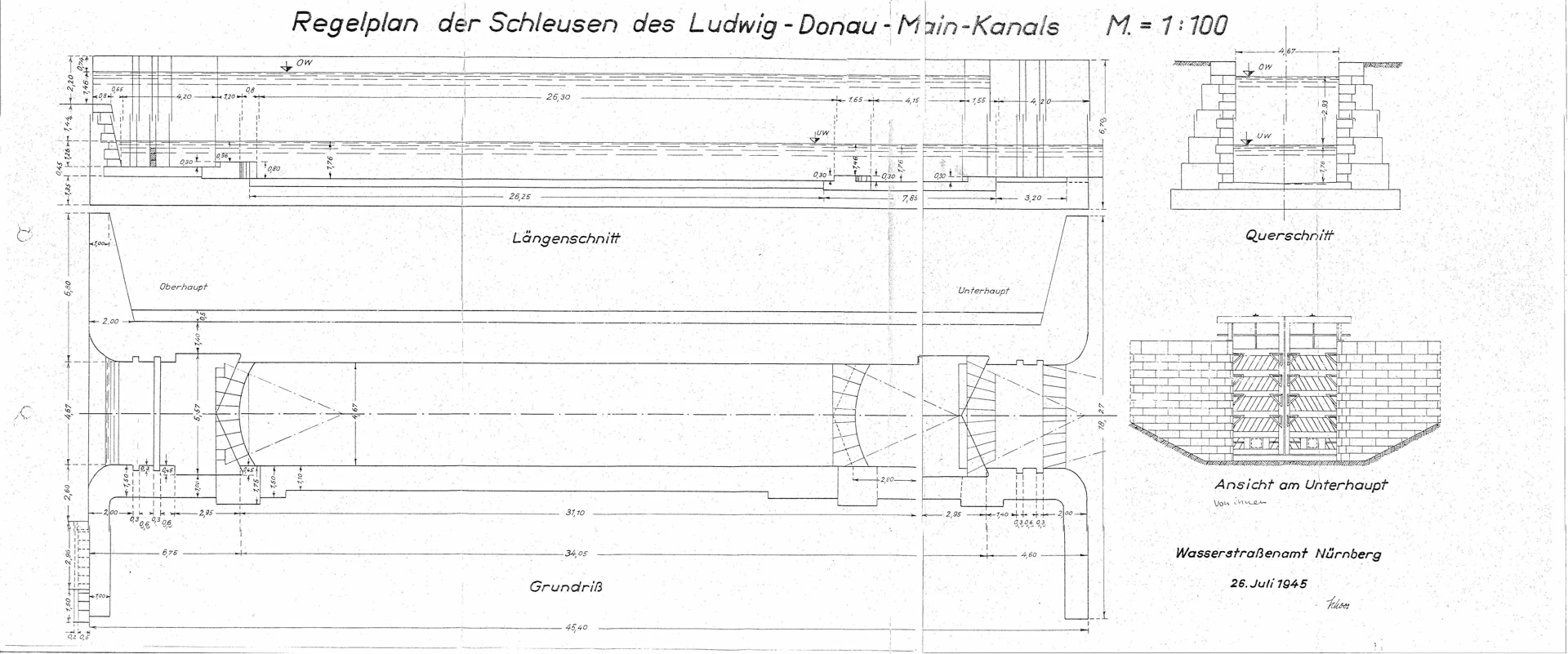
Regelplan einer Schleuse
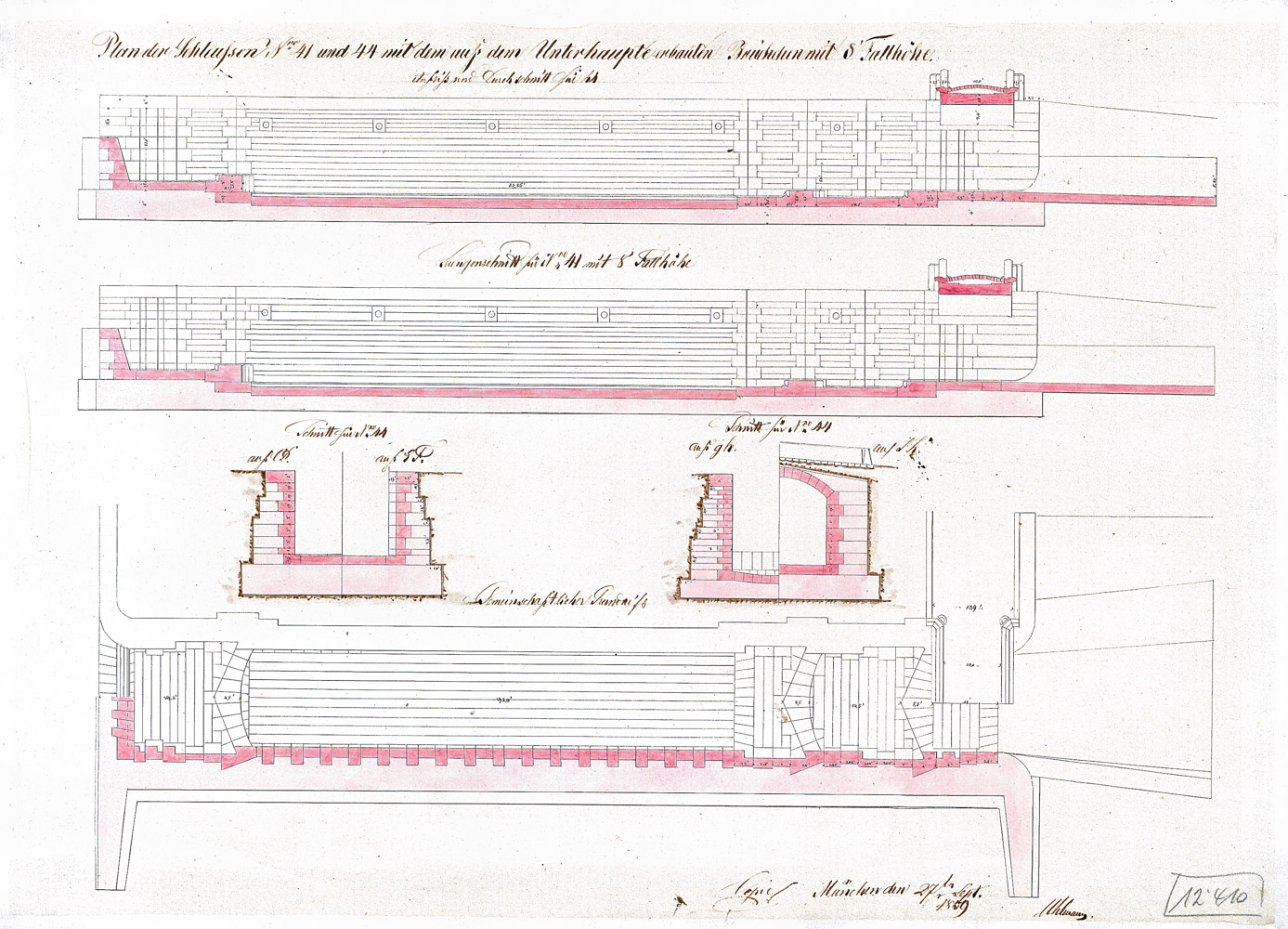
Bauplan einer Schleuse
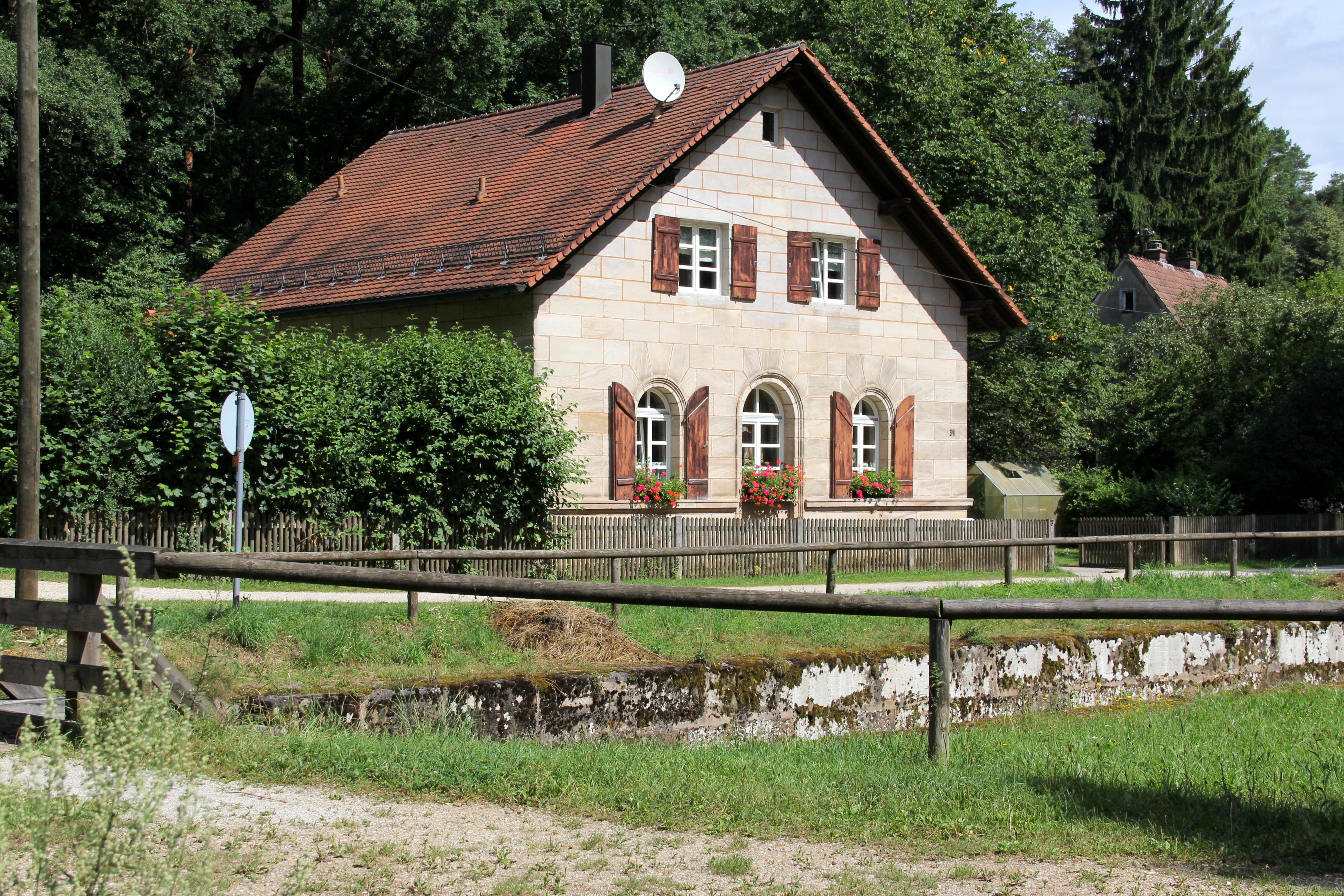
Typisches Schleusenwärterhaus
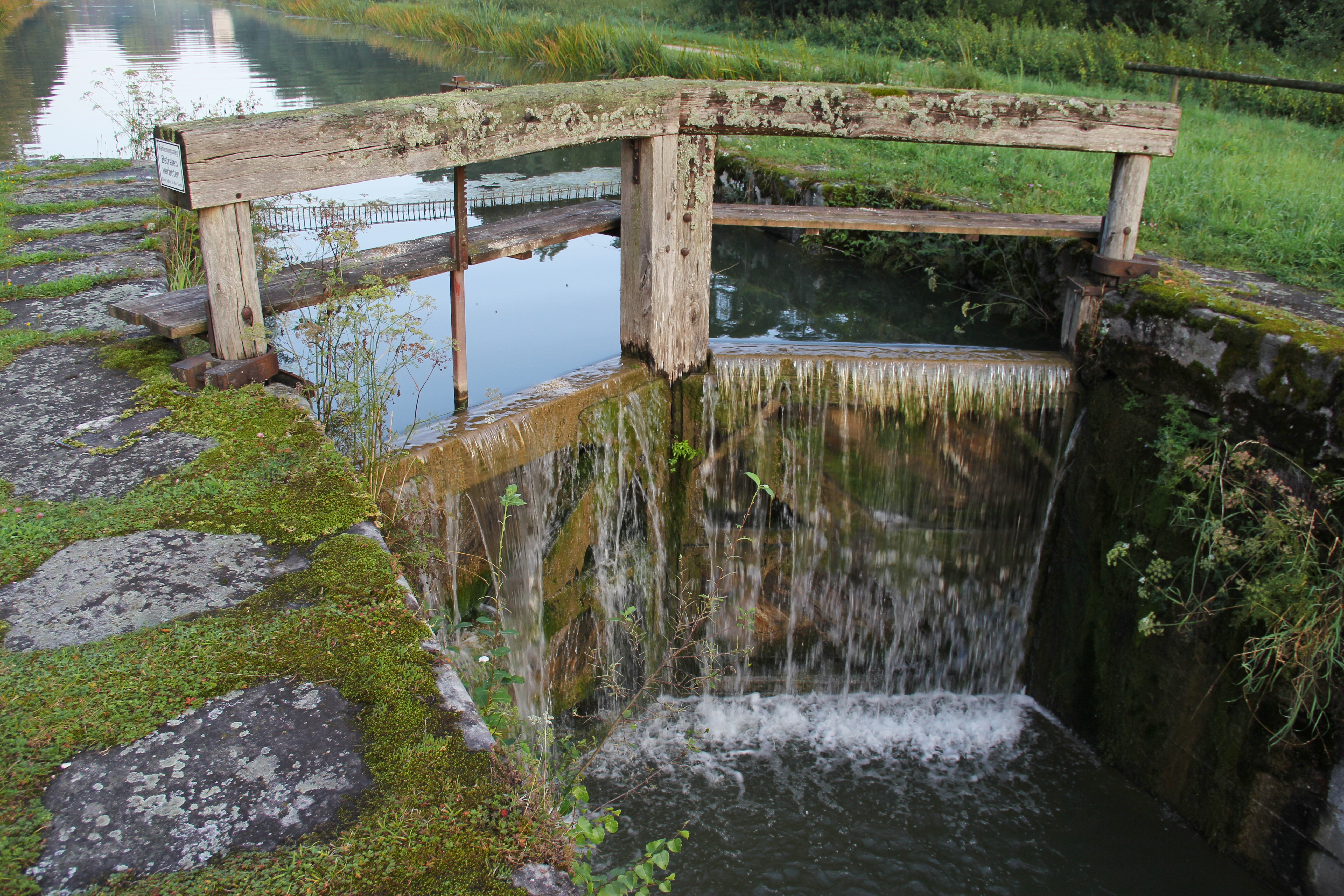
Schleusentor
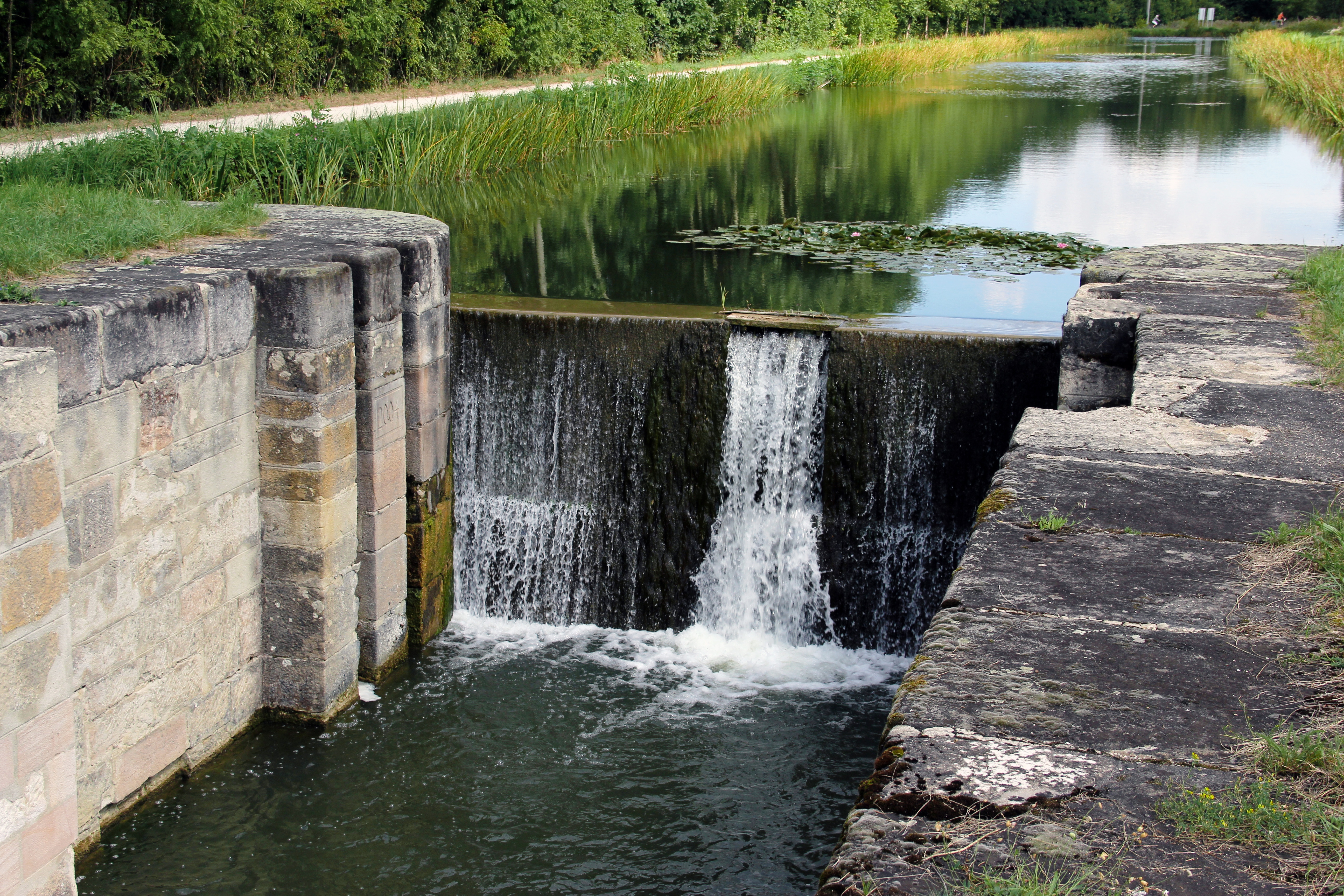
Mauer am Oberhaupt
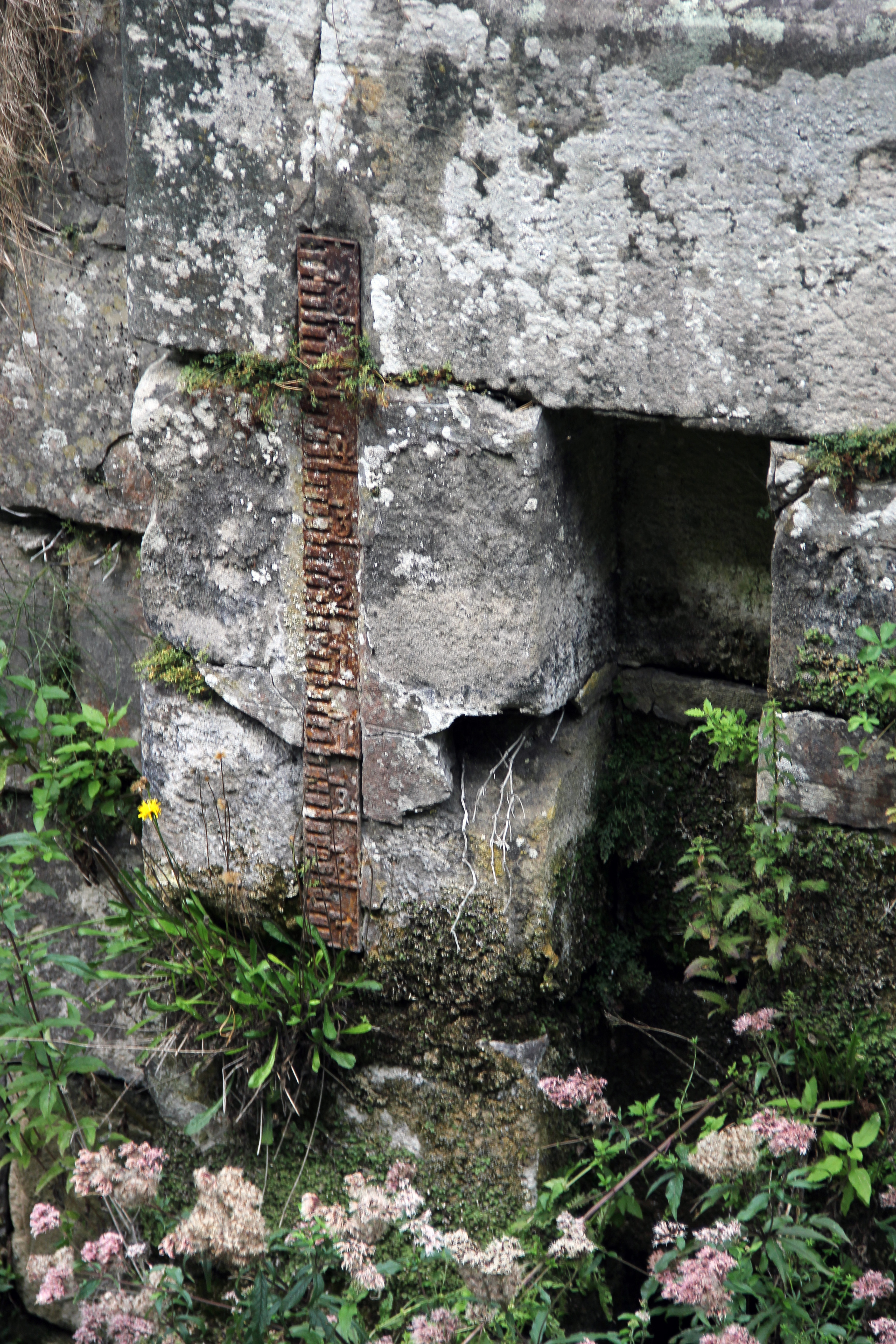
Pegellatte in einer Schleusenkammer
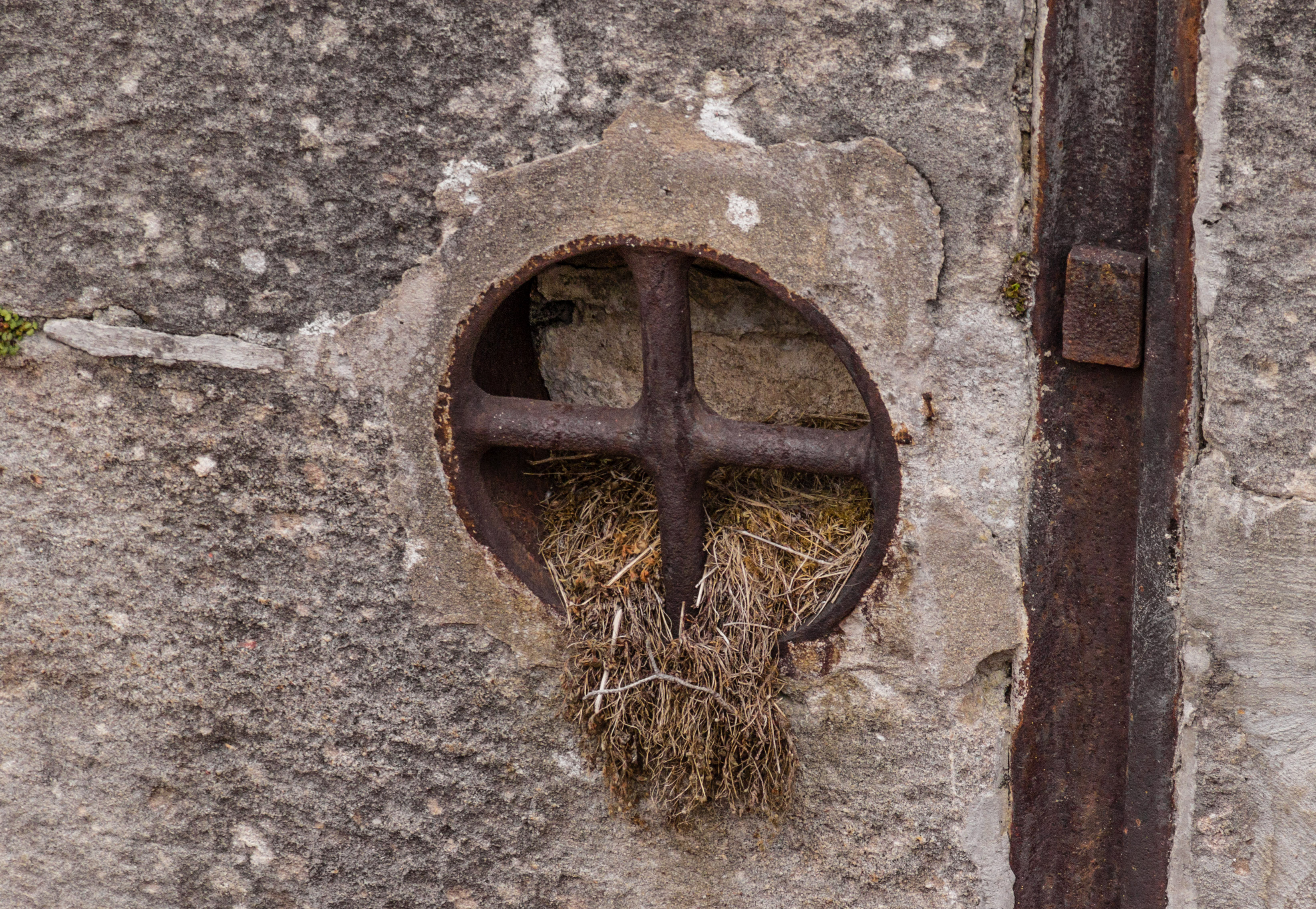
Kreuzförmige Klampe zum Festmachen in der Schleusenkammer
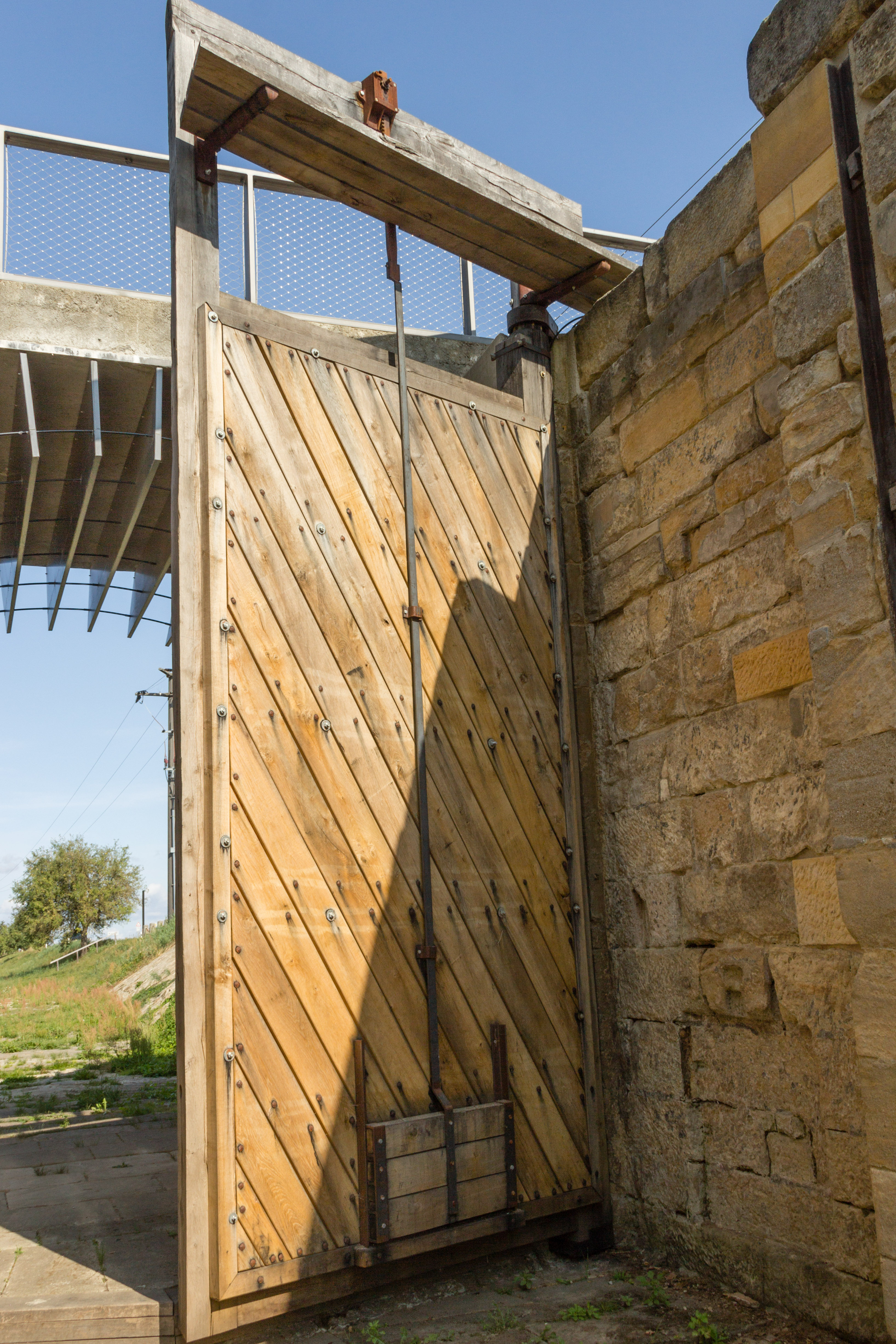
Nachbau eines Schleusentores der Schleuse 94

## Karten
- Bayerisches Landesvermessungsamt: Umgebungskarte – Topographische Karten Bayern. Naturpark Altmühltal, Östlicher Teil – Parsberg, Riedenburg, Mainburg, Regensburg-West, Kelheim. Altmühl-Panoramaweg, Jakobsweg, Juraweg. Mit Wanderwegen u. Radwanderwegen. UTM-Gitter f. GPS. Die Karte des Naturparks Altmühltal. 1: 50.000. ISBN 3-86038-422-8
- Bayerisches Landesvermessungsamt: Topographische Karte 1: 25.000 (TK 25) (in der Reihenfolge des Streckenverlaufs von Kelheim nach Bamberg):
  - 7037 Kelheim, 7036 Riedenburg, 7035 Schamhaupten, 6935 Dietfurt a.d. Altmühl, 6934 Beilngries, 6834 Berching, 6734 Neumarkt i.d.OPf., 6634 Altdorf b. Nürnberg, 6633 Feucht, 6632 Schwabach, 6532 Nürnberg, 6531 Fürth, 6431 Herzogenaurach, 6331 Röttenbach, 6332 Erlangen Nord, 6232 Forchheim, 6132 Buttenheim, 6131 Bamberg Süd, 6031 Bamberg Nord.